# Machaerium lunatum
Machaerium lunatum är en ärtväxtart som först beskrevs av Carl von Linné d.y., och fick sitt nu gällande namn av Adolpho Ducke. Machaerium lunatum ingår i släktet Machaerium och familjen ärtväxter. Inga underarter finns listade i Catalogue of Life.

## Bildgalleri